# 37141 Повольни
37141 Повольни (37141 Povolný) — астероїд головного поясу, відкритий 2 листопада 2000 року.
Тіссеранів параметр щодо Юпітера — 3,489.